# Xiyangyang yu Huitailang
Xiyangyang yu Huitailang (xinès simplificat: 喜羊羊与灰太狼, pinyin: Xǐyángyáng Yǔ Huītàiláng, literalment Cabra Feliç i Gran Llop Gris), coneguda també com a Pleasant Goat and Big Big Wolf, és una sèrie animada de televisió xinesa creada per Huang Weiming, i produïda per Creative Power Entertaining. La sèrie tracta sobre un grup de cabres i un llop maldestre que les tracta de caçar. És transmesa en més de 40 estacions de televisió locals incloent TVB de Hong Kong, BTV Animation Channel i CCTV. A alguns països asiàtics es va emetre doblada a l'anglés. El 2010, Disney va obtenir els drets d'emissió globals, acord que es va cancel·lar el 2016.